# Rudolf Freiherr von Roman
Rudolf Freiherr von Roman (19 de noviembre de 1893 - 18 de febrero de 1970) fue un General de Artillería alemán que comandó varios cuerpos durante la II Guerra Mundial. Fue condecorado con la Cruz de Caballero de la Cruz de Hierro con Hojas de Roble.

## Condecoraciones
- Cruz de Hierro (1914) 2ª Clase (5 de septiembre de 1914) & 1ª Clase (14 de agosto de 1916)[1]
- Broche de la Cruz de Hierro (1939) 2ª Clase (18 de septiembre de 1939) & 1ª Clase (1 de diciembre de 1939)[1]
- Cruz Alemana en Oro el 19 de diciembre de 1941 como Generalmajor del Arko 3[2]
- Cruz de Caballero de la Cruz de Hierro con Hojas de Roble
  - Cruz de Caballero el 19 de febrero de 1942 como Generalmajor y comandante de la 35. Infanterie-Division[3]
  - 313ª Hojas de Roble el 28 de octubre de 1943 como General der Artillerie y comandante del XX. Armeekorps[4]